# Lianne van Loon
Lianne van Loon (29 juni 2000) is een Nederlands langebaanschaatsster en inline-skater.
In 2020 reed Van Loon op de NK Sprint in Thialf, Heerenveen.
In september 2022 werd Van Loon Europees kampioene inline-skaten op de marathon.

## Records

### Persoonlijke records[2]
| Afstand    | Tijd    | Datum             | Baan       |
| ---------- | ------- | ----------------- | ---------- |
| 500 meter  | 39,78   | 4 november 2019   | Heerenveen |
| 1000 meter | 1.20,84 | 29 september 2019 | Heerenveen |
| 1500 meter | 2.07,66 | 5 oktober 2019    | Heerenveen |
| 3000 meter | 4.47,32 | 25 februari 2016  | Inzell     |